# ベル・串田
ベル・串田（ベル くしだ、1913年11月20日 - 1994年12月2日）は、日本の洋画家。本名:串田 岩彦（くしだ いわひこ）。岡山県上道郡金田村（現・岡山市東区金田）出身。藤田嗣治、東郷青児に師事。サロン・ドートンヌ会員、二科会理事・審査員。国連本部へ絵画作品が寄贈された画家。仏像や東北の子供など様々な画風。

## 来歴

### 若き日
1913年（大正２年）に岡山県上道郡金田村（現・岡山市東区金田）の村長を務める串田千尋と金子の次男として生まれる。開成尋常高等小学校（現岡山市立開成小学校）卒業後、岡山県師範学校本科第一部入学。卒業後、教員となり、小学校、高等女学校の美術教員として勤務。

### 画家を志す
その後1936年頃藤田嗣治に師事し本格的に画家を志す。1938年（昭和13年）の第25回二科展に初入選。藤田がフランスに帰ることになり、東郷青児に後を任せて東郷に師事する。1943年（昭和18年）には連合艦隊「武蔵」司令官長室へ作品謹呈。

### 二科会での活動
評議員となり二科会にて活躍。岡山二科会支部長や二科会監事、理事も務める。1973年《日本讃歌No.１》で二科展内閣総理大臣賞受賞。

### 国内外での活動
フランスではサロン・ドートンヌ会員。
1976年、フランス芸術文化勲章（コマンドール）受章。ほか、ブラジルのグラン・クルス最高文化勲章など多数受章。
《新しい世界の平和》国会議事堂買い上げ。ニューヨークフィンチ大学美術館に作品《皆足姫会陽照覧之図》千号寄贈（この作品の行方は不明になっている）。ケネディー大統領婦人、ジャクリーン・ケネディ・オナシスに《西大寺裸祭》を寄贈したほかに小説家、川端康成に《センチメンタル・ジャニー　神と共に》を贈呈。また、オーストラリア・フレーザー元首相、アメリカニューヨーク・ワグナー元市長などにも作品を寄贈。外国との親善を推進する。

### 所蔵先
所蔵先は　ベル・串田記念館、佐久市立近代美術館、広島県立美術館、ニューヨーク国際連合本部ビル、国会議事堂、川端康成記念会
代表作は、ベル・串田記念館（岡山県岡山市東区神崎町）で鑑賞することができる（要予約）。収蔵品《日本讃歌》《日本の詩》《パリの少女》《若草日記》など初期の作品70点ほど。

### 勲章・功績
フランス　コマンドール芸術文化勲章、ブラジル　グラン・クルス最高文化勲章、サンホセ市最高文化勲章、三木記念賞、岡山県第26回文化賞、文化庁10周年記念表彰

## 雅号
串田岩彦→戸川串田、ベル・フランセス・イワヒコ・クシダ→ベル串田
藤田嗣治、東郷青児からは「ハイカラさん」という渾名で呼ばれていた。

## 主な作品
| タイトル               | 制作年    | サイズ（ｃｍ）           | 備考                   |
| ---------------------- | --------- | ------------------------ | ---------------------- |
| 日本讃歌№1             | 1973年    | 168×318                  | 二科展内閣総理大臣賞   |
| 日本讃歌№2             | 1981年    | 168×318.3                | 第66回二科展           |
| 日本讃歌№3             | 1982年    | 209×312.5                | 第67回二科展           |
| 《日本の詩》シリーズ   | 1980年 他 | 162.1×224.2（仁王像） 他 |                        |
| 《パリの少女》シリーズ | 1980年 他 | 72.8×60.6 他             |                        |
| 《若草日記》シリーズ   | 1979年 他 | 53×45.5 他               |                        |
| 《子守詩》シリーズ     | 1978年 他 | 53×45.5 他               |                        |
| 《招福観音》シリーズ   | 1975年 他 | 91×65.5 他               |                        |
| ハワイヤン・パラダイス | 1963年    | 193.9×130                | 第48回二科展会員努力賞 |
| ニューヨーク・サーカス | 1963年    | 131×162.5                | 第48回二科展会員努力賞 |
| モンパリ               | 1963年    | 90×140                   | 第48回二科展会員努力賞 |
| 恩師像（藤田嗣治先生） | 1966年    | 32×41                    |                        |
| 新しい世界の平和       | 1966年    | 116.7×90.9               | 国会議事堂買上げ       |

## 蝶のこと
ベル・串田の作品には、度々“蝶”が描かれている。たとえば、絵の主題である少女の横で蝶が飛んでいる。観音や仁王のそばにも蝶が飛ぶ。なぜ蝶を描くのか、どのような意味があるのかなど様々な機会で質問を受けたようだが、明確な理由は語られない。ベル・串田は、1982年刊行の作品集のコラムでは
と綴っている。

## 作品集
- ベル串田作品集（発行年：1981年8月1日／発行所：一枚の檜株式会社）
- ベル・串田画集（発行年：1982年9月1日／企画・編集：ジャパンソサイティオブ・アート）